# Национална здравна служба
Национална здравна служба (на английски: National Health Service), известна като NHS, е общоприетото име за четирите обществени здравни служби в Обединеното кралство.

## Финансиране
Системите са финансирани на 98,8% от общото данъчно облагане и вноските за национална застраховка, плюс малки суми от такси за пациентите за някои услуги. Около 10% от БВП се изразходва за здравеопазване и повечето се изразходват в публичния сектор. Парите, които трябва да платят за NHS, идват директно от данъчното облагане. Бюджетът за 2008/9 г. приблизително се равнява на принос от £ 1980 на човек в Обединеното кралство.